# 朗诺
朗诺（1913年11月13日—1985年11月17日），柬埔寨政治家、军人，具有华人血统，最高军衔为元帅。在西哈努克执政期间，朗诺曾担任过国防大臣（1959年至1966年、1968年至1971年）、首相（1966年至1967年）职务。1970年，在西哈努克出国访问之机发动政变，宣布废黜西哈努克，成立高棉共和国，推戴郑兴为国家元首。1972年起就任高棉共和国总统。1975年红色高棉包围金边之时辞职并流亡国外，后于美国去世。

## 生平
朗诺出生在波萝勉省，其父朗欣（Lon Hin）是来自交趾支那西宁（今属越南）的下高棉人，母亲则是中国福建華人移民的后代。朗诺年轻的时候在西贡（今胡志明市）接受教育。1937年，成为殖民政府的一名地方裁判官。在1939年的镇压反殖民主义骚乱中，他被证明是一个高效的执法者。1946年被提拔为桔井省省长。他与诺罗敦·西哈努克国王关系密切，在1940年代末期，朗诺建立一个右翼、君主主义、主张独立的政治组织，积极参与柬埔寨政治。1952年加入军队，参加对抗越盟的军事行动。
柬埔寨独立后，朗诺与涅刁龙一起成立民族主义的高棉复兴党，推戴西索瓦·莫尼庞为党首。高棉复兴党与桑萨利、达春等人领导的右翼小政党成为人民社会同盟的核心部分，支持西哈努克参加1955年柬埔寨大选，取得大胜，人民选举西哈努克为总理。
1955年，朗诺被西哈努克任命为陆军参谋长，1960年又被任命为陆军总司令。在此期间，他是西哈努克的亲信和重要支持者。他的警察在镇压柬埔寨境内共产主义秘密运动中发挥重要作用。1963年被任命为副总理。但在此时，朗诺与西哈努克在内外问题上产生重大分歧。西哈努克为了让柬埔寨远离越南战争的影响，正在推行一项“极端中立”的外交政策，容忍中国及北越在柬埔寨东部边境的活动。朗诺却主张联合美国共同对抗东南亚共产党势力的渗透，保持着对美国的友好态度，在1963年美国结束援助的时候表示遗憾。
在1966年大选中，人民社会同盟中的朗诺及其右翼势力取得压倒性多数的席位，代表权力平衡的重大转变。朗诺成为首相。翌年马德望省发生左翼势力的三洛起义，朗诺派兵进行残酷镇压。
1967年，朗诺在一场交通事故中受伤，暂时退出政坛。1968年复出，担任国防大臣。1969年再度成为首相，任命西哈努克的政敌、亲美的西索瓦·施里玛达为副首相。
1970年3月，西哈努克出访苏联、中国时，金边发生大规模反越的暴动。3月12日，朗诺和施里玛达下令关闭西哈努克港。此港是越共游击队走私军火的重要港口，柬埔寨对北越人员发出最后通牒，要求所有北越人员及越共游击队成员在72小时内撤离柬埔寨，否则将发起军事行动。
朗诺此举是希望向西哈努克施压，以实现其驱逐越南势力的目标。最初他拒绝罢免西哈努克的职务，但事件发展远远超出先前的计划。施里玛达播放了一段西哈努克在巴黎开会时录制的录音带；其中西哈努克指责他们叛乱，并威胁要在回国的时候处决他们。最终朗诺在3月17日晚上签署了罢免西哈努克的一份重要文件。有消息称朗诺是在施里玛达用枪逼迫下哭泣着签字的。翌日进行国民议会投票，通过罢免西哈努克的决议，终止柬埔寨第一王国的存在，建立高棉共和国，3月21日，推举郑兴为国家元首。朗诺继续担任总理，兼任高棉國家軍隊总司令。
西哈努克后来声称，1970年的政变是施里玛达和流亡在外的山玉成联合美国中央情报局一起策划发动的，但没有具体证据显示中情局参与这次政变，尽管可能有些军事情报人员要负有部分责任。
得知政变发生后，西哈努克从苏联流亡到了中国，获得中国的庇护。3月23日，西哈努克在北京组建柬埔寨王国民族团结政府，宣布与红色高棉合作，号召柬埔寨人起义反抗朗诺。随后不久，全国数省都发生了支持西哈努克的大规模示威活动，朗诺的弟弟朗聂也在暴乱中被杀害。朗诺被迫派兵镇压，导致数百人死亡。10月，高棉共和国政府缺席判处西哈努克及参加柬埔寨王国民族团结政府的数位红色高棉领导人死刑。同年4月，美军和南越军队进入柬埔寨领土，追捕北越军队及越共游击队。
高棉共和国放弃了西哈努克先前的中立政策，尤其是其对越南的政策。这些军事及政治上的政策最终被证明是灾难性的。1971年2月，朗诺在一次中风后，健康状况每况愈下。他的统治变得越来越反复无常和专制。1971年4月，朗诺自封为元帅，成为柬埔寨历史上第一位元帅。10月，他在国民议会上宣称他在战争期间不再“徒劳地玩民主与自由的游戏”。在弟弟朗农的支持下，他成功削弱了施里玛达、英丹及其他参与政变的领导人的影响力，从而构建了自己的独裁统治。他还坚持亲自指挥高棉国家军队的许多战斗。1972年3月，他罢免了郑兴的总统职务，自己就任总统。
朗诺政权完全依赖于美国的大量援助，但美国没能有效帮助其走出政治和军事的困境，红色高棉势力不断坐大。1975年，红色高棉已经控制了柬埔寨大部分地区，而高棉国家军队很快就耗尽了弹药。红色高棉军队逼近金边，将朗诺、西索瓦·施里玛达、英丹、隆波烈、山玉成、郑兴、索斯丹尼·费尔南德列为“七大卖国贼”，声称在共产主义革命胜利后要将他们就地处决。4月1日，朗诺以出国治病为由辞去总统及总司令职务，流亡国外，由苏金奎继任临时总统。4月17日，红色高棉占领金边后，将留在金边的高棉共和国高级官僚全部逮捕并立即处决，朗诺逃脱了被处决的命运。
朗诺先是去了印度尼西亚，后来逃往美国，在夏威夷定居。1979年，迁居到加利福尼亚州橙县的富勒顿。后于1985年因心脏病在那里病逝。

## 意识形态
朗诺是保王主义者，他恪守柬埔寨传统的等级秩序。西哈努克被罢免之后，他跪拜在西索瓦·哥沙曼王后脚下请求宽恕。
他也是沙文主义者、神秘主义和高棉民族主义者，他以高棉人黝黑的肤色而感到自豪。他希望将下高棉人生活的湄公河三角洲、北高棉人生活的素林一带全部统一到柬埔寨境内，他预计，如果“大柬埔寨”的梦想实现后，柬埔寨人口将在2020年达到三千万人。朗诺视越南人为劣等民族，虽然高棉共和国属于亲美阵营，但朗诺试图驱逐柬埔寨境内的四万名越南共和国军，虽然南越军队在人数上比高棉国家军队更多。他还计划屠杀所有柬埔寨越南人，越南人遭到高棉军队的屠杀，抛尸于湄公河中。他还支持被压制民族斗争统一战线（FULRO）反抗越南人的统治，恢复历史上的占婆王国，因而高棉共和国同时与越共和南越作战。
作为佛教徒，朗诺是坚定的反共主义者，因为共产主义者宣称自己是宗教的敌人。

## 家庭
父亲朗欣（Lon Hin），法属印度支那殖民官员。
弟弟朗农、朗聂，同时也是朗诺的政治盟友，均被红色高棉杀害。
侄孙安托万·平托，朗农的孙子，泰拳选手。
妻子索万那·朗（Sovanna Lon）。
儿女共9人，其中朗列在战后回到柬埔寨参政，创立了高棉共和黨。